# Жоель Мюллер
Жоель Мюллер (фр. Joël Muller, нар. 2 січня 1952, Доншері) — французький футболіст, що грав на позиції захисника. По завершенні ігрової кар'єри — тренер.

## Ігрова кар'єра
Народився 2 січня 1952 року в місті Доншері. Вихованець юнацьких команд футбольних клубів «Седан» та «Мец».
У дорослому футболі дебютував 1971 року виступами за команду «Мец», в якій провів сім сезонів, взявши участь у 167 матчах чемпіонату.  Більшість часу, проведеного у складі «Меца», був основним гравцем захисту команди.
Протягом 1978—1979 років захищав кольори клубу «Ніцца», після чого перейшов до «Ліона». Відіграв за команду з Ліона наступні два сезони своєї ігрової кар'єри. Граючи у складі «Ліона» також здебільшого виходив на поле в основному складі команди.
Завершив ігрову кар'єру в команді «Дюнкерк», за яку виступав протягом 1981—1984 років.

## Кар'єра тренера
Розпочав тренерську кар'єру, повернувшись до футболу після невеликої перерви, 1989 року, очоливши тренерський штаб клубу «Мец», в якому пропрацював наступні одинадцять сезонів. Згодом повертався на тренерський місток «Меца» в 2005–2006 роках та у 2010.
Також працював з «Лансом», який тренував з 2001 по 2005 рік. 2002 року як тренер «Ланса» визнавався найкращим тренером французької футбольної першості.

## Титули і досягнення

### Як тренера
- Володар Кубка французької ліги (1):

«Мец»: 1995-1996

### Особисті
Найкращий тренер Ліги 1: 2002